# Картавый, Пётр Андреевич
Пётр Андре́евич Карта́вый (род. 4 июля 1966, Усть-Лабинск, Краснодарский край) — российский музыкальный продюсер и аранжировщик.

## Биография
Член «РАО» (Российское Авторское Общество) с 1994 года. С 1994 года проживает и работает в Москве
В 1985 году окончил Краснодарский музыкальный колледж им. Н. А. Римского-Корсакова. В 1990 году организовал музыкальную студию «КартБит» где писал песни и делал аранжировки для молодых исполнителей, в том числе и для студии «Ласковый май». В 1987—1992 годах работал в Краснодарском театре оперетты (скрипка). В 1992 году поступил в Санкт-Петербургскую государственную консерваторию имени Н. А. Римского-Корсакова.
В 1994 году песня «Молитва» в исполнение певца Сергея Курченко стала лауреатом второй премии на конкурсе «Утренняя звезда» и Ялта-Москва-Транзит (сейчас музыкальный конкурс «Новая волна» в Юрмале), после чего Картавый получил предложение работать в Москве.
В 2001 году выступил музыкальным продюсером альбома «На двоих» Андрея Солода, а в 2002—2008 годах — саунд-продюсером нескольких альбомов группы Ласковый Май NEXT. В 2006—2016 годах — директор звукозаписывающей студии COSMOSSTUDIO. В 2000—2016 годах работал с продюсером Владимиром Шурочкиными и певицей Нюшей. В 2008—2012 годах — администратор Нюши в интернет-пространстве. Выступил саунд-продюсером и аранжировщиком альбомов Нюши «Выбирать чудо» (2010) и «Объединение» (2014).
Композитор и аранжировщик к телевизионным передачам «Бледный ВИД», «Шоу рекордов России», «Осторожно Афера», «Чемпионат анекдотов», «Шоу рекордов Гиннесса».
По заказу НТВ в рамках проекта «Суперстар» изготовил новые аранжировки для программ: «Бенефис: группа „Ласковый май“», «Бенефис: Людмила Сенчина. Признание шальной золушки». «Бенефис: Женя Белоусов (Возвращение звёздного мальчика)», «Бенефис: Я люблю 90-е. Песни лихого времени». Также выступил композитором и аранжировщиком к фильму НТВ «Жёны Высоцкого» и «Совсем рядом».
В 2003 году сделал аранжировку к мюзиклу «Безумный день, или Женитьба Фигаро». Принимал участие в создании музыкальных аранжировок к телевизионным сериалам «Ундина», «Кармелита» и «В ритме Танго» (2006, в главной роли Наталия Орейро).
Сделал аранжировки к кинофильмам режиссёра Вадима Шмелёва «Обратный отсчёт» (2006), «Код Апокалипсиса» (2007) и «С. С. Д.» (2008).

## Аранжировки
Аранжировки Петра Картавого используют:
- НЮША в альбоме «Выбирать чудо»
- НЮША в альбоме «Объединение»
- Филипп Киркоров
- Владимир Пресняков
- Анастасия Стоцкая
- Татьяна Буланова
- Лесоповал
- Алёна Апина
- Наташа Королёва
- Екатерина Шаврина
- Ярослав Евдокимов
- Виталий Окороков
- Людмила Николаева и ансамбль «Русская душа»
- Кристина Аглинц
- Группа «Гуляй Поле»
- Александр Левшин
- Андрей Солод
- Ирина Шведова
- Сосо Павлиашвили
- Александр Панайотов
- Александр Маршал
- Ани Лорак
- Виктория Дайнеко
- София Ротару
- Саша Поддубный

## Телевидение и Кино
По заказу телекомпании «НТВ» в рамках проекта «Суперстар» представляет, были изготовлены новые аранжировки для программ:
- Бенефис: группа «Ласковый май»
- Бенефис: Людмила Сенчина. Признание шальной золушки.
- Бенефис: Женя Белоусов (Возвращение звёздного мальчика)
- Бенефис: Я люблю 90-е. Песни лихого времени.

Аранжировки к музыкальному фильму Филиппа Киркорова: (2003 год)
- «Безумный день, или Женитьба Фигаро» (Актёры: Борис Хвошнянский , Филипп Киркоров, Лолита Милявская, Анастасия Стоцкая, София Ротару, Борис Моисеев, Ани Лорак)

Принимал участие в создании музыкальных аранжировок к телевизионным сериалам:
- «Ундина»
- «Кармелита»
- «В ритме Танго» (Россия, Аргентина, 2006) в главной роли Наталия Орейро

Аранжировки к полнометражным кинофильмам:
- «Обратный отчёт» (реж. Вадим Шмелёв. Актёры: Андрей Мерзликин, Леонид Ярмольник, Максим Суханов, Анастасия Макеева)
- «С. С. Д. — Смерть советским детям» (реж. Вадим Шмелёв. Продюсер Валерий Тодоровский. Актёры: Анфиса Чехова, Артём Мазунов, Екатерина Копанова, Александр Макогон)
- «Код апокалипсиса» (реж. Вадим Шмелёв. Актёры: Анастасия Заворотнюк, Оскар Кучера, Венсан Перес, Владимир Меньшов, Алексей Серебряков)

Запись, сведение, мастеринг:
- Золушка.ru — худ.фильм режиссёра Александра Замятина (Актёры: Евгения Лоза , Ники Илиев, Олег Шкловский, Михаил Багдасаров, Валдис Пельш)
- Эпизодическая роль звукорежиссёра.